# Rydhave (Charlottenlund)
 For alternative betydninger, se Rydhave. (Se også artikler, som begynder med Rydhave)
Rydhave er en villa beliggende på Strandvejen i Charlottenlund. Villaen anvendes i dag som bolig for USA's ambassadør i Danmark. 
Villaen blev opført i 1885 af teglværksejer Emil Edvard Schackenburg (1818-94) og hans kone Karoline, den er tegnet af arkitekt Jens Vilhelm Petersen (1851-1931). Villaen blev solgt til Carl Drost (1852-1926) i 1914. Christian G. Hansen (1863-1941) ejede huset fra 1918 til 1941. Villaen blev i 1942 overtaget af Nazi-Tysklands rigsbefuldmægtigede i Danmark, Dr. Werner Best. Efter krigen blev villaen overtaget af den danske stat. Siden 1946 har Rydhave fungeret som bolig for den amerikanske ambassadør i Danmark. 

## Eksterne links
- Rydhave på lokalhistorier.dk

55°45′25″N 12°35′39″Ø / 55.75706°N 12.59426°Ø